# Inspetoria Salesiana São João Bosco
A Inspetoria Salesiana São João Bosco (ISJB) é uma unidade administrativa da Pia Sociedade São Francisco de Sales estabelecida no Brasil. Intitula-se como uma associação sem fins lucrativos, de assistência social, beneficente e de caráter educativo-pastoral.
Atualmente, a ISJB possui mais de 10 obras e projetos sociais que atendem mensalmente aproximadamente 4.310 crianças e adolescentes em situação de vulnerabilidade social. Nas escolas salesianas e no Centro Universitário (UniSales) são disponibilizadas mais de 1.900 bolsas de estudos parciais, integrais e PROUNI para os alunos de baixa renda. Também ofertamos um programa pré-universitário para acesso de jovens ao ensino superior, atendendo 110 estudantes, totalizando 6.210 atendimentos mensais realizados em nossas unidades sociais. Todo este trabalho é possível mediante parcerias públicas e privadas, doações e trabalho voluntário de pessoas de boa vontade que se identificam com o carisma salesiano.

## História
Os Salesianos de Dom Bosco são uma Congregação religiosa católica, formada por sacerdotes e leigos consagrados, e têm a sua sede em Roma, Itália. A Congregação foi fundada por São João Bosco (1815-1888), sacerdote de origem piemontesa, mais conhecido hoje como Dom Bosco. A obra de Dom Bosco dirigiu-se inicialmente ao cuidado dos meninos órfãos e em situação de risco social nas ruas de Turim, expandindo-se, depois, à formação dos aprendizes e às escolas. A Inspetoria São João Bosco (Salesianos), tem sede em Belo Horizonte /MG e completou em 2022, 75 anos, Jubileu de Brilhantes, de atuação na promoção de jovens em situação de vulnerabilidade social.  Em sintonia com o seu fundador, Dom Bosco, dedica-se à educação e evangelização das juventudes por meio de ações e projetos sinérgicos de Escolas, Universidades, Obras Sociais e Paróquias, nos estados de Minas Gerais, do Rio de Janeiro, do Espírito Santo, de Goiás, do Tocantins e no Distrito Federal. 

### Inspetores
Todos os inspetores eram padres quando de seus mandatos. Desde 1947, a ISJB teve os seguintes inspetores:
| Presidente                   | Início | Fim  |
| ---------------------------- | ------ | ---- |
| Alcides Walfrido Lanna Cotta | 1948   | 1954 |
| Virgínio Fistarol            | 1954   | 1961 |
| Pedro Prade                  | 1961   | 1966 |
| Décio Teixeira               | 1967   | 1972 |
| Alfredo Carrara              | 1972   | 1978 |
| João Duque                   | 1978   | 1984 |
| Décio Zandonade              | 1984   | 1990 |
| Alfredo Carrara              | 1991   | 1996 |
| Tarcísio Scaramussa          | 1996   | 2001 |
| Ovídio Geraldo Zancanella    | 2001   | 2008 |
| Nilson Faria dos Santos      | 2008   | 2014 |
| Orestes Carlinhos Fistarol   | 2014   | 2019 |
| Gildásio Mendes dos Santos   | 2020   | 2020 |
| Natale Vitali Forti          | 2020   | 2025 |
| Ricardo Carlos               | 2025   | inc  |

## Objetivos
MISSÃO
Ser sinais e portadores do amor de Deus aos jovens, especialmente aos mais pobres, contribuindo para a construção de uma sociedade justa e fraterna.
VISÃO
Ser, na Igreja e na sociedade, uma instituição inovadora na assistência social, educação e evangelização das juventudes, com uma gestão colaborativa e sustentável.
VALORES
- Jesus Cristo
- Sinodalidade
- Pastoral Juvenil Salesiana
- Sistema Preventivo e Direitos Humanos
- Família
- Ecologia Integral
- Promoção da Igualdade Étnico-racial
- Transparência
- Trabalho de equipe em rede
- Formação permanente

## Organização sistêmica
A ISJB está organizada em sete sistemas:
- CEES - Comissão Escolas e Ensino Superior
- CAS - Comissão Ação Social
- SSOV - Serviço Salesiano de Orientação Vocacional
- CFS  - Comissão Familia Salesiana
- CCS - Comissão Comunicação Social
- CPC - Comissão Paróquia e Capelas Salesianas